# Leguminocythereis corrugata
Leguminocythereis corrugata is een mosselkreeftjessoort uit de familie van de Trachyleberididae. De wetenschappelijke naam van de soort is voor het eerst geldig gepubliceerd in 1943 door LeRoy.